# Dioscorea oligophylla
Dioscorea oligophylla är en enhjärtbladig växtart som beskrevs av Rodolfo Amando Philippi. Dioscorea oligophylla ingår i släktet Dioscorea och familjen Dioscoreaceae. Inga underarter finns listade i Catalogue of Life.